# Bruno Beater
Bruno Beater fue un político y oficial de inteligencia alemán. Fue primer viceministro de Seguridad del Estado durante los gobiernos de Walter Ulbricht y Erich Honecker.

## Biografía
Nacido en una familia trabajadora de Berlín, comenzó como carpintero y repartidor de pan, recibió instrucción vocacional en la década de 1920 y 1930, participando en la Liga de los Jóvenes Comunistas de Alemania mientras crecía en la era pre-Hitler en la República de Weimar. Mantuvo un perfil bajo después de que Adolfo Hitler iniciara la persecución a gran escala a los comunistas alemanes tras su llegada al poder en 1933. Su principal fuente de empleo durante la década de 1930 fue su trabajo como carpintero.
Reclutado por primera vez en la Wehrmacht durante tiempos de paz en 1936 y una vez más al estallar la Segunda Guerra Mundial, Beater desertó al lado soviético en 1944, primero trabajando con el Comité Nacional para una Alemania Libre para apoyar el esfuerzo bélico de la Unión Soviética contra las fuerzas nazis, luego uniéndose al ejército soviético, participando en la campaña contra Breslau (ahora Wrocław) durante los últimos meses de la guerra en 1945. Beater participó como instructor en un programa de desnazificación de mayo a octubre de 1945.
Se afilió al Partido Comunista de Alemania (KPD) durante los años de reconstrucción posbélica bajo la administración soviética de la Alemania dividida. Su fusión con el Partido Socialdemócrata en la zona bajo administración soviética dio origen al Partido Socialista Unificado de Alemania (SED) en 1949. Beater se unió al recién creado servicio de la Stasi en Berlín en abril de 1950. Su actividad en este campo incluyó la organización de un "grupo de operaciones especiales" para trabajar en Occidente, siguiendo un plan elaborado con Josef Kiefel y Erich Mielke. Beater, que ya era un alto funcionario ministerial en la década de 1950, desarrolló su carrera de inteligencia en las décadas siguientes, alcanzando el puesto de adjunto de Mielke como primer viceministro en 1964, un cargo ministerial al que siguió su ascenso a teniente general en 1965. Apoyó con entusiasmo el desarrollo de la recopilación de inteligencia electrónica a finales de la década de 1960.
Su carrera política lo llevó a ascender a miembro de pleno derecho del Comité Central del SED en 1973, diez años después de su primera elección como candidato. Recibió la Orden de Karl Marx, la más alta condecoración de Alemania Oriental, en 1974. Alcanzó el rango de coronel general en 1980.
Beater murió después de una larga enfermedad en 1982. Su cuerpo fue cremado y sus cenizas enterradas en el cementerio central de Friedrichsfelde en Berlín.

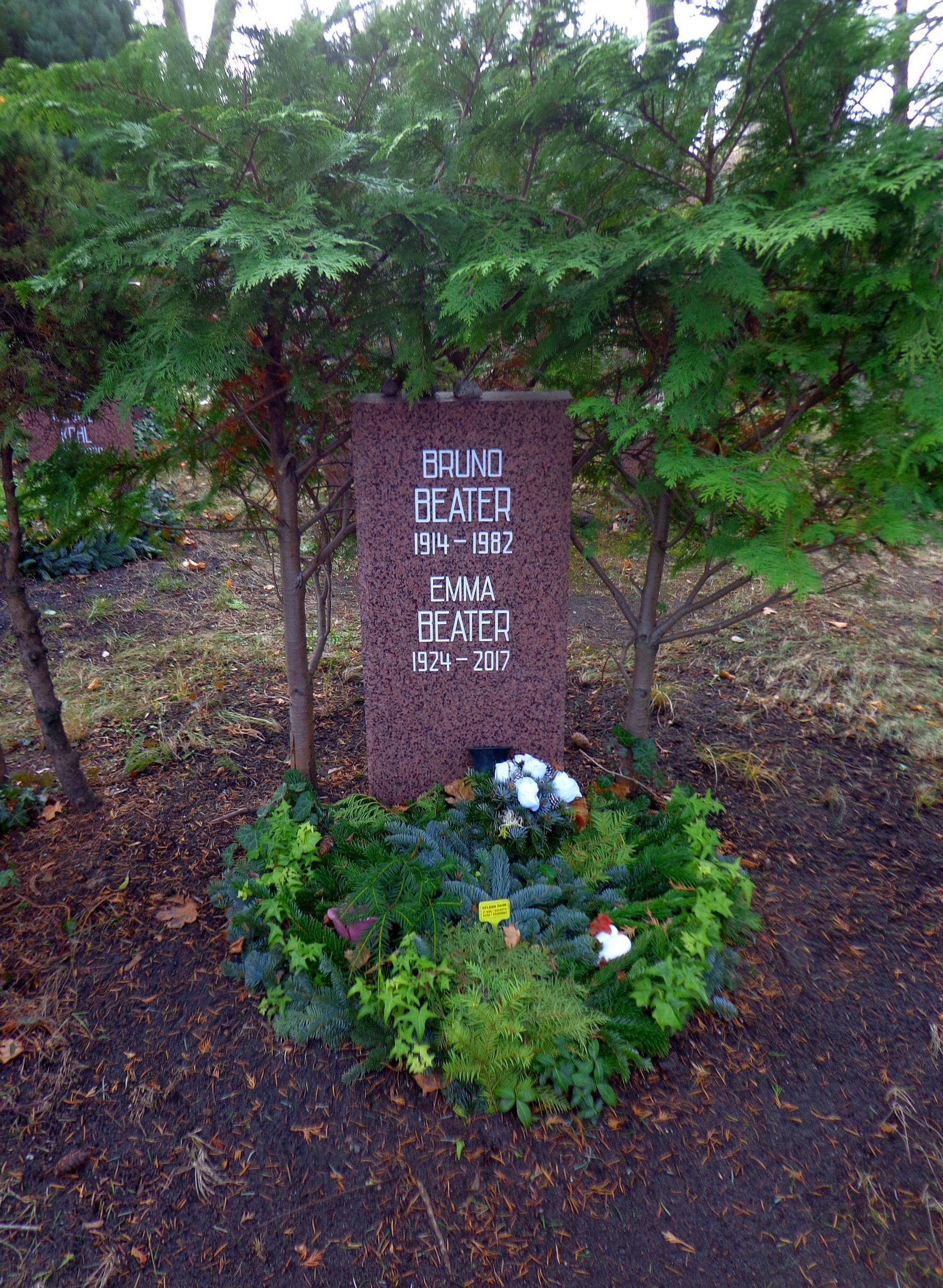
Su tumba y la de su esposa.